# Muchomor czerwieniejący
Muchomor czerwieniejący (Amanita rubescens Pers.) – gatunek grzybów należący do rodziny muchomorowatych (Amanitaceae).

## Systematyka i nazewnictwo
Pozycja w klasyfikacji według Index Fungorum: Amanita, Amanitaceae, Agaricales, Agaricomycetidae, Agaricomycetes, Agaricomycotina, Basidiomycota, Fungi.
Ma około 30 synonimów naukowych. Niektóre z nich:
- Amanita rubescens var. annulosulphurea Gillet
- Amanita rubescens var. rubescens Pers.

Nazwę polską podał Władysław Wojewoda w 1992 r. W polskim piśmiennictwie mykologicznym gatunek ten opisywany był też jako muchomor czerwonawy, bedłka, muchar czerwonawy, podsadka czerwieniejąca.

## Morfologia
Kapelusz
Cielistoczerwonawy, blado czerwonawy, brązowo-czerwonawy lub jasnobrązowy z czerwonawym odcieniem, o średnicy do 15 cm. Powierzchnia sucha, pokryta brązoworóżowymi łatkami różnej wielkości, u młodych egzemplarzy półkolisty, następnie płasko rozpostarty.
Blaszki
Za młodu białe, później z różowawym nalotem, do 12 mm szerokości, przyrośnięte lub zbiegające, dosyć gęsto ustawione. Uszkodzone zmieniają kolor na brązowoczerwonawy.
Trzon
Początkowo białawy, później brązowo czerwonawy, u podstawy bulwiasto zgrubiały, o wysokości do 15 cm, otoczony resztkami pochwy w kształcie nieregularnych wałeczków. Wyposażony jest w prążkowany pierścień.
Miąższ
Biały, mięsisty, uszkodzony zmienia barwę na czerwonawą, kruchy, bez zapachu, o łagodnym smaku.
Wysyp zarodników
Biały. Zarodniki gładkie, szeroko elipsoidalne, o rozmiarach 6–7 × 8–10 μm

## Występowanie i siedlisko
Na półkuli północnej jest szeroko rozprzestrzeniony. Najliczniejsze opisane stanowiska znajdują się w Ameryce Północnej i Europie. Zanotowany także w Afryce. W Polsce jest bardzo pospolity.
Występuje w lasach liściastych, iglastych i mieszanych. Rośnie na ziemi, wśród mchów, szczególnie pod brzozami, bukami, sosnami, dębami. Owocniki wytwarza od czerwca do listopada.

## Znaczenie
Grzyb jadalny. Ze względu na swoje spore rozmiary i częste występowanie jest atrakcyjny dla grzybiarzy. Niektórzy autorzy odradzają jego spożywanie z powodu możliwości pomyłki z toksycznym muchomorem plamistym (Amanita pantherina).

## Gatunki podobne
Bywa mylony z trującym muchomorem plamistym (Amanita pantherina) oraz z muchomorem twardawym (Amanita excelsa). Dla muchomora czerwieniejącego charakterystyczne jest występowanie różowawego odcienia, czerwienienie miąższu po uszkodzeniu i brak wyraźnego prążkowania na kapeluszu. Ponadto u muchomora plamistego u nasady trzonu występuje pofałdowana pochwa.

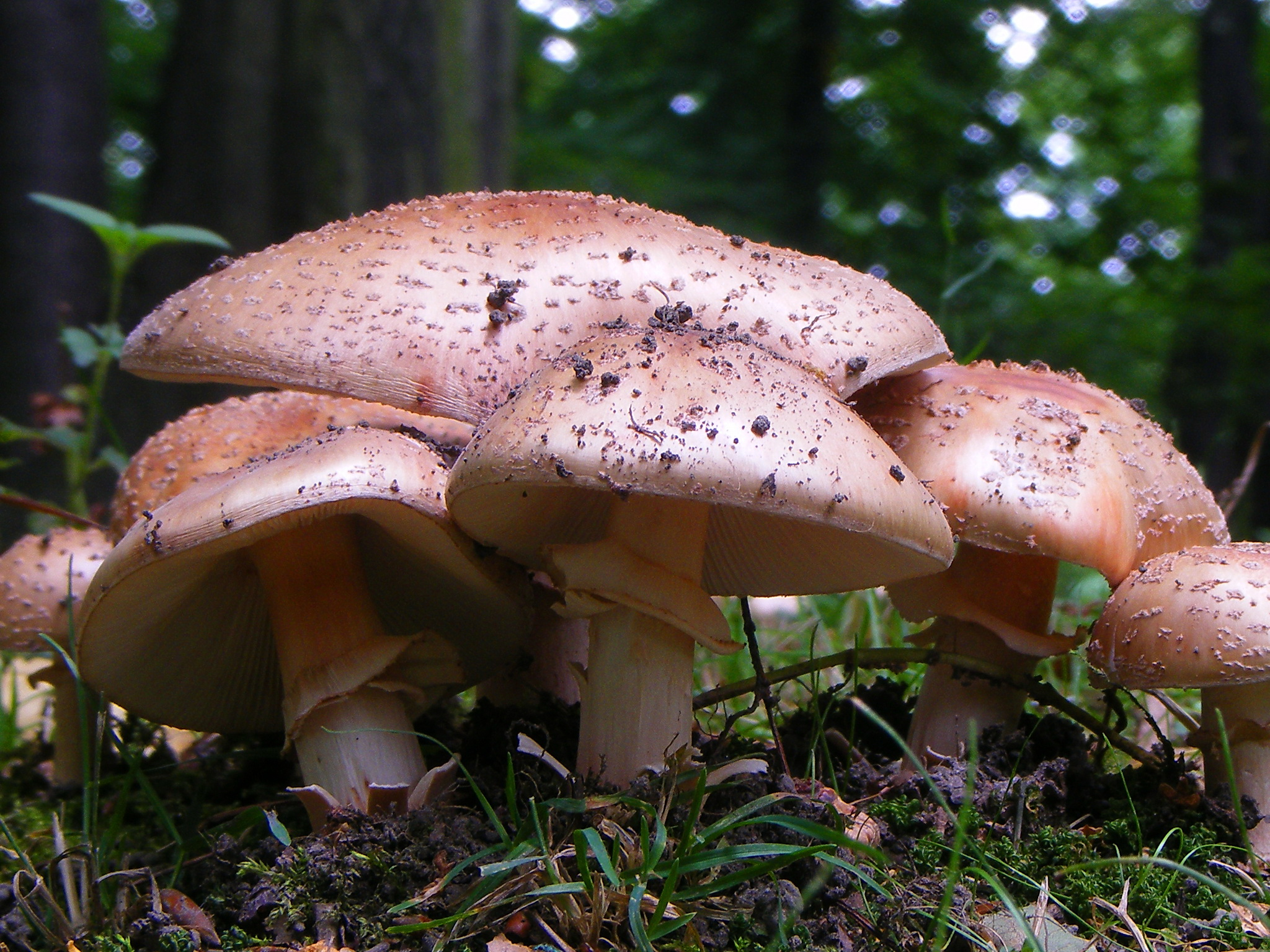
Czasami występuje w grupach
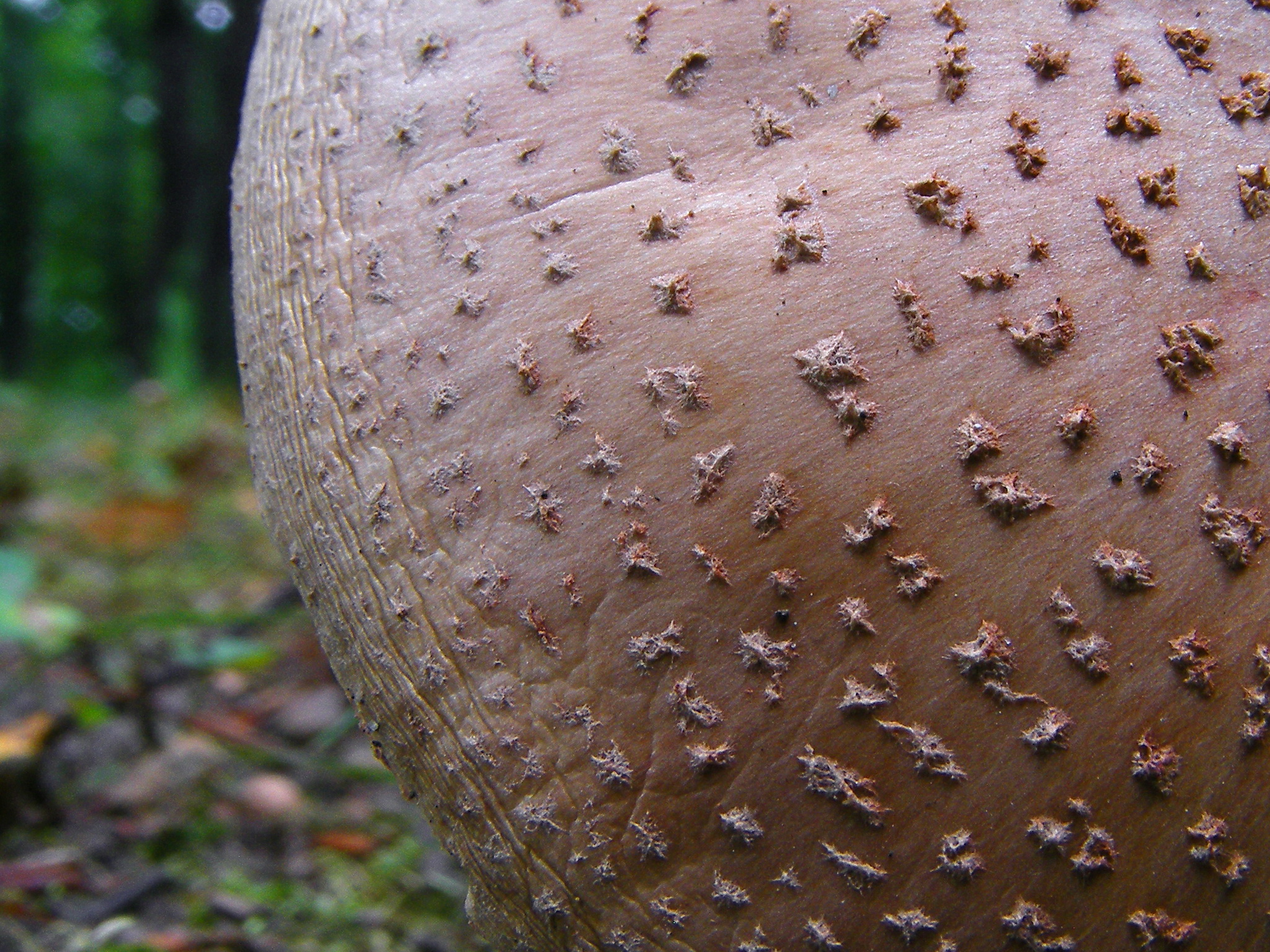
Powierzchnia kapelusza
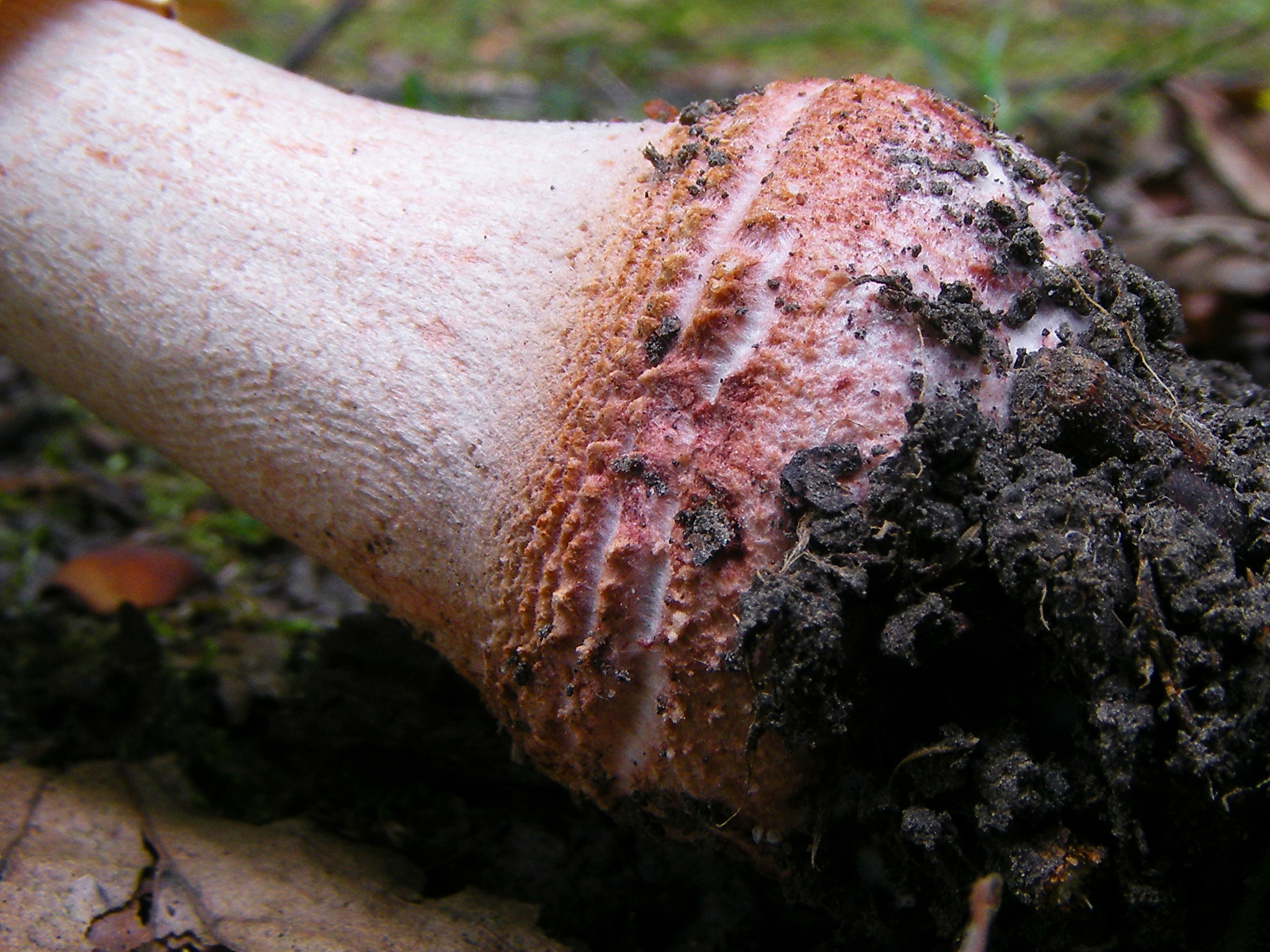
Podstawa trzonu
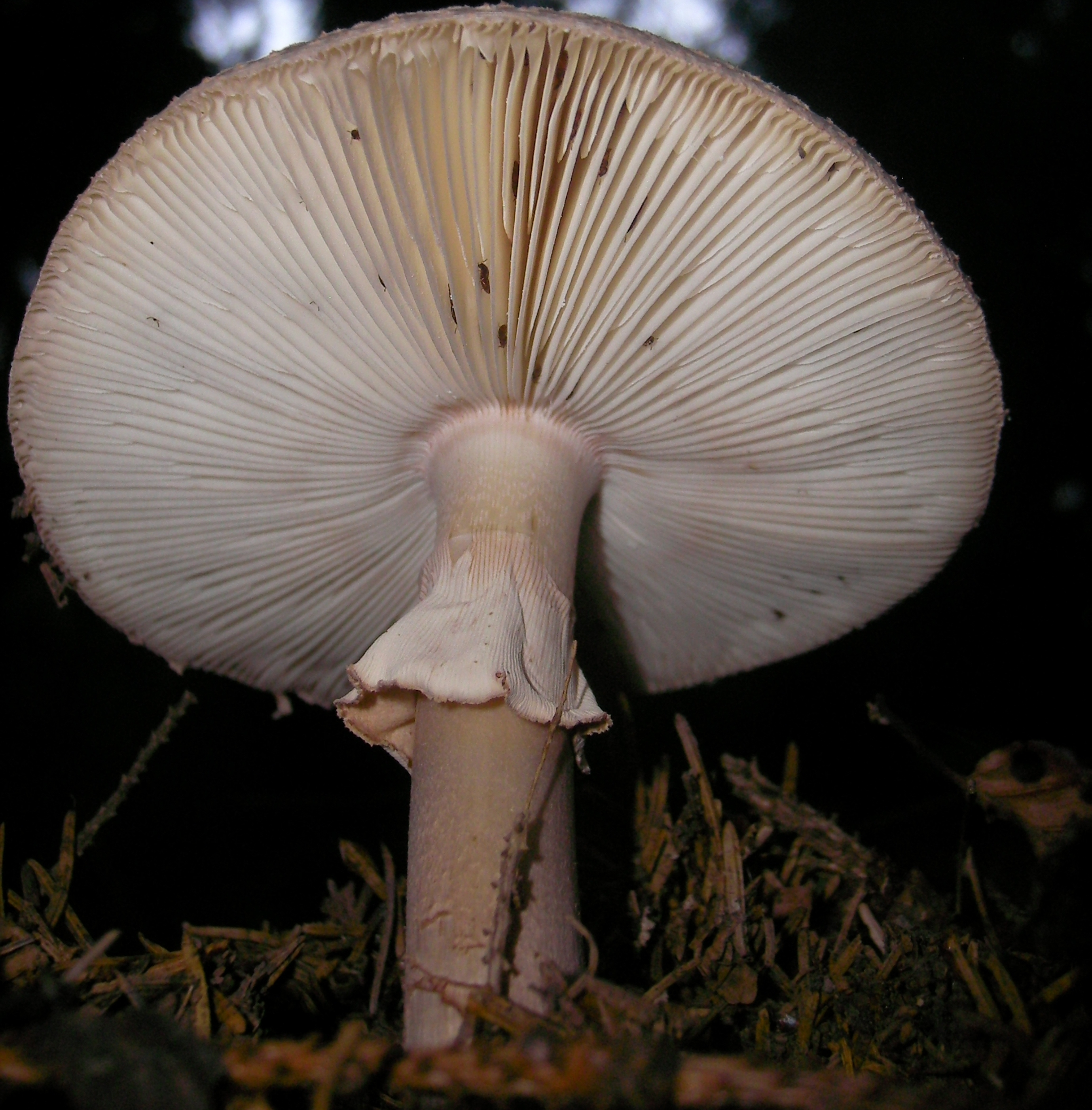
Blaszki i trzon
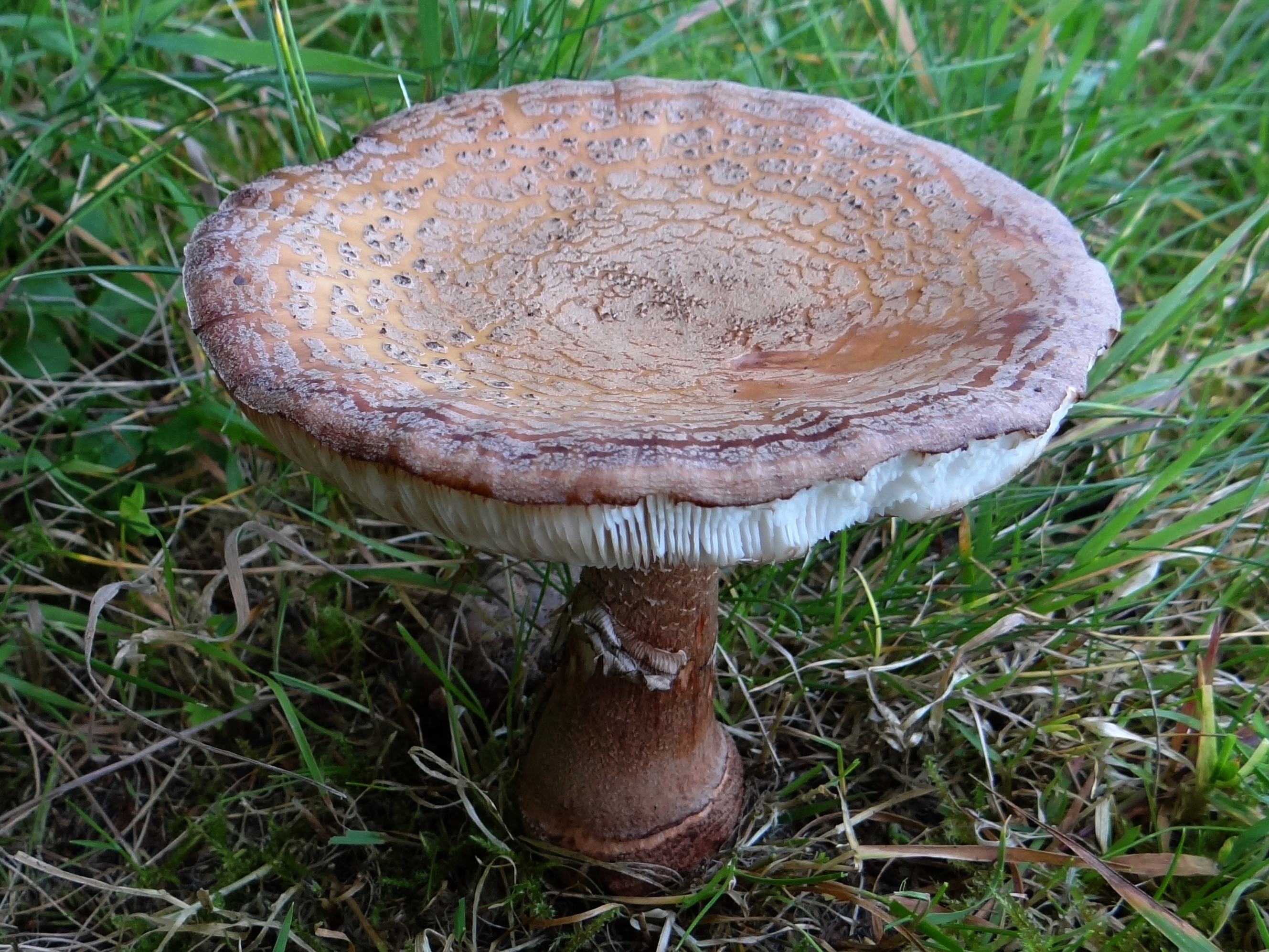
Stary okaz